# DanzAbierta
DanzAbierta compañía pionera en la creación del llamado arte de vanguardia de la danza contemporánea en Cuba dirigida por la coreógrafa Susana Pous Anadon. 
Creada en 1988 por la ya entonces reconocida coreógrafa y bailarina Marianela Boán, quién decidió, cambiar la faz de la danza cubana convirtiendo el proceso coreográfico en un arte dominado por la investigación y el uso de la memoria cultural cubana, adoptando posiciones hasta entonces insospechadas por los artistas cubanos que la precedieron o contemporanizaron con ella.
Obras como El pez de la torre nada en el asfalto, El árbol y el camino, y Chorus Perpetuus, Malson y Showroom colocaron a la agrupación al frente del nuevo empuje coreográfico que se gestaba, y permitieron situar a la danza contemporánea cubana al mismo nivel del resto de las manifestaciones culturales más intelectualizadas y revolucionarias.
DanzAbierta ha recorrido los principales circuitos de la danza y el teatro en el mundo ya sea en América Latina (México, Venezuela, República Dominicana, Colombia, Perú, Argentina etc.) o en Europa ( España, Inglaterra, Gales, Escocia, Francia, Holanda, Alemania, Luxemburgo, Italia, Hungría etc. ) Estados Unidos. 
- Datos: Q5799121